# 骨炭

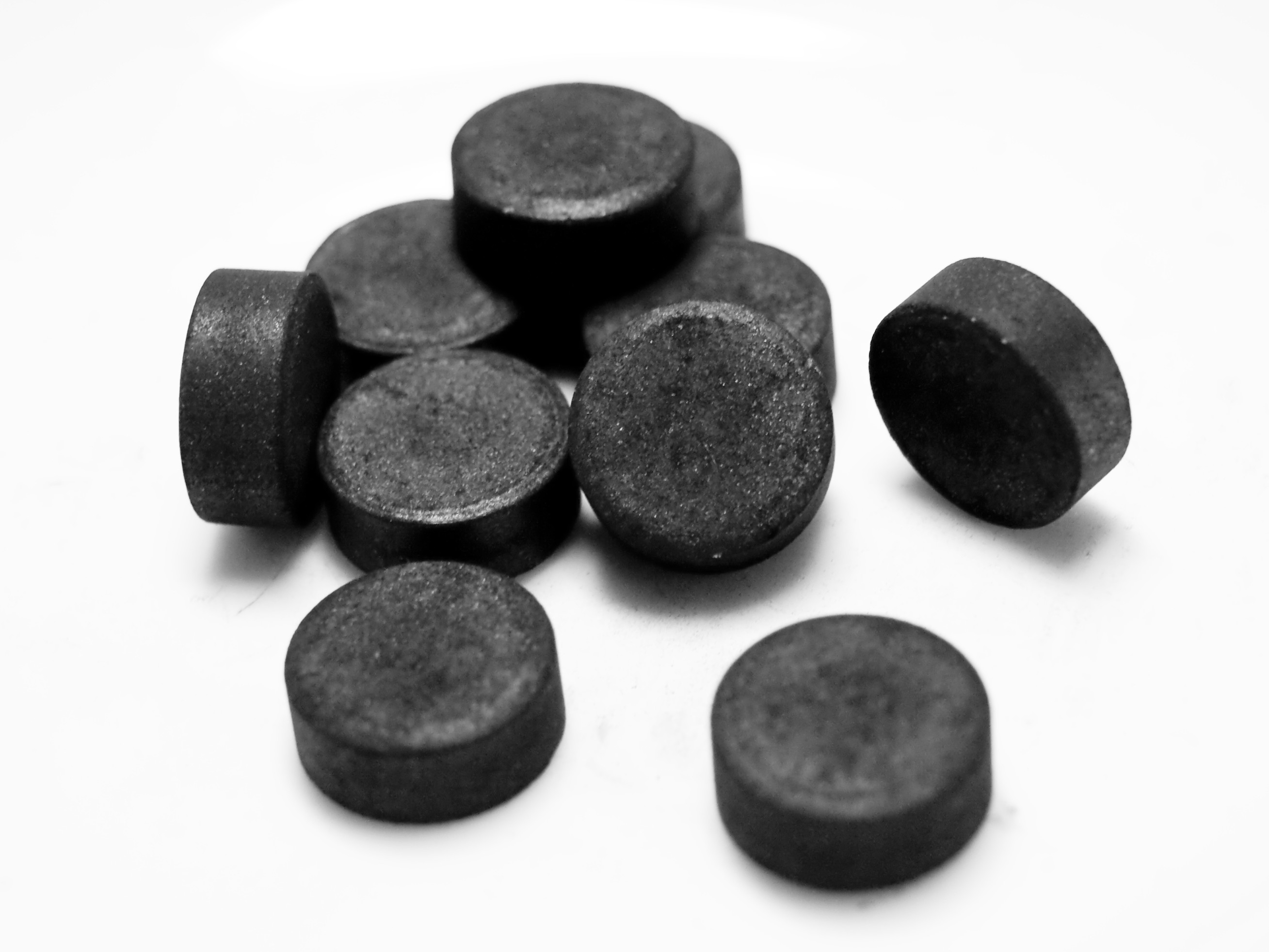
骨炭錠

骨炭（Bone char），或稱骨黑（Bone black），是將動物的骨頭炭化（charring）後所得到的炭，為多孔隙物質。其主要成分包括了磷酸钙（或羥磷灰石）57-80%、碳酸鈣 6-10%，與活性炭 7-10%.

## 製程
動物性骨骼經由攝氏700度裂解之後，可以得到骨炭與骨油。骨骼若在富氧環境下燃燒，則會變成骨灰。骨炭一般原料採用牛骨，但颅骨與脊椎不會被使用，以避免散播克雅二氏病。

## 應用

### 水處理
雖然骨炭具有的表面積較活性炭為低，但足以吸附如12族元素，包括铜、锌、镉等重金屬。目前亦有研究將骨炭用於铅與砷之吸附與移除。
由於含有磷酸钙，骨炭亦可移除水中的氟化物與金屬離子，是目前已知最早用於除去水中氟化物的方法，並曾廣泛使用於1940年代至1960年代的美國。也由於骨炭原料取得容易且生產方式簡單，部分開發中國家如坦桑尼亚等均仍在使用骨炭。

### 製糖
在製糖業上，骨炭可用來脫色與去灰分。骨炭因為其單位脫色能力較低，因此在使用時都需投入大量的骨炭以達到效果。在美國與歐洲，由於經濟效益與素食客群和部分宗教教義之考量，因此骨炭已較少於使用在製糖業中。
除此之外，骨炭亦能去除有機雜質，尤其是硫酸鹽、镁、钙，有利於減少後續製程中的積垢。

### 美術

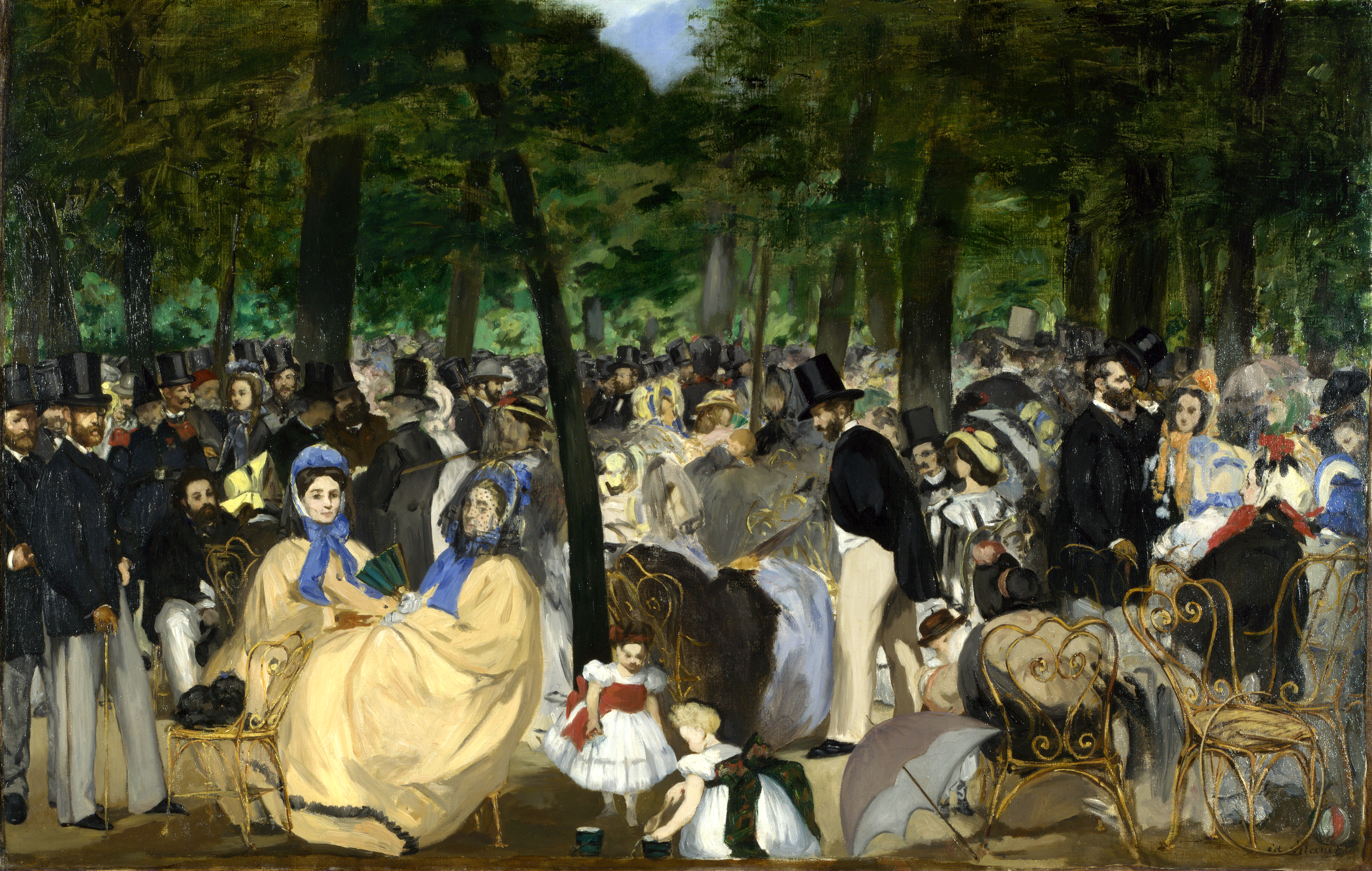
杜伊勒里花园音乐会（馬內，1862）

骨炭可作為顏料，稱為黑色九號顏料（Pigment black 9）。林布蘭、維拉斯奎茲、馬內，與畢卡索等人都使用過骨炭於他們的作品上。